# U-Bahnhof Alto dos Moinhos

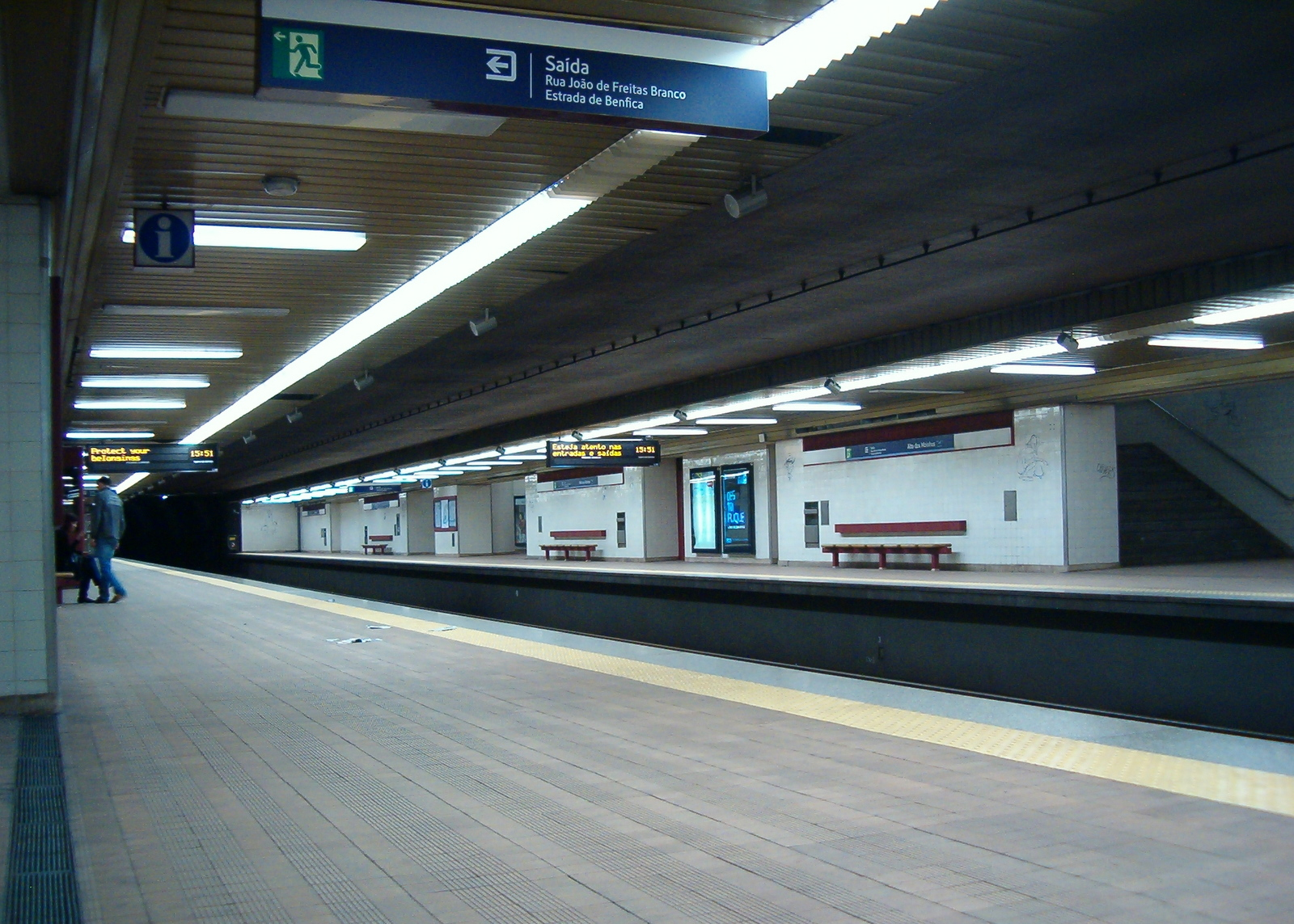
Blick auf die beiden Seitenbahnsteige des Bahnhofes

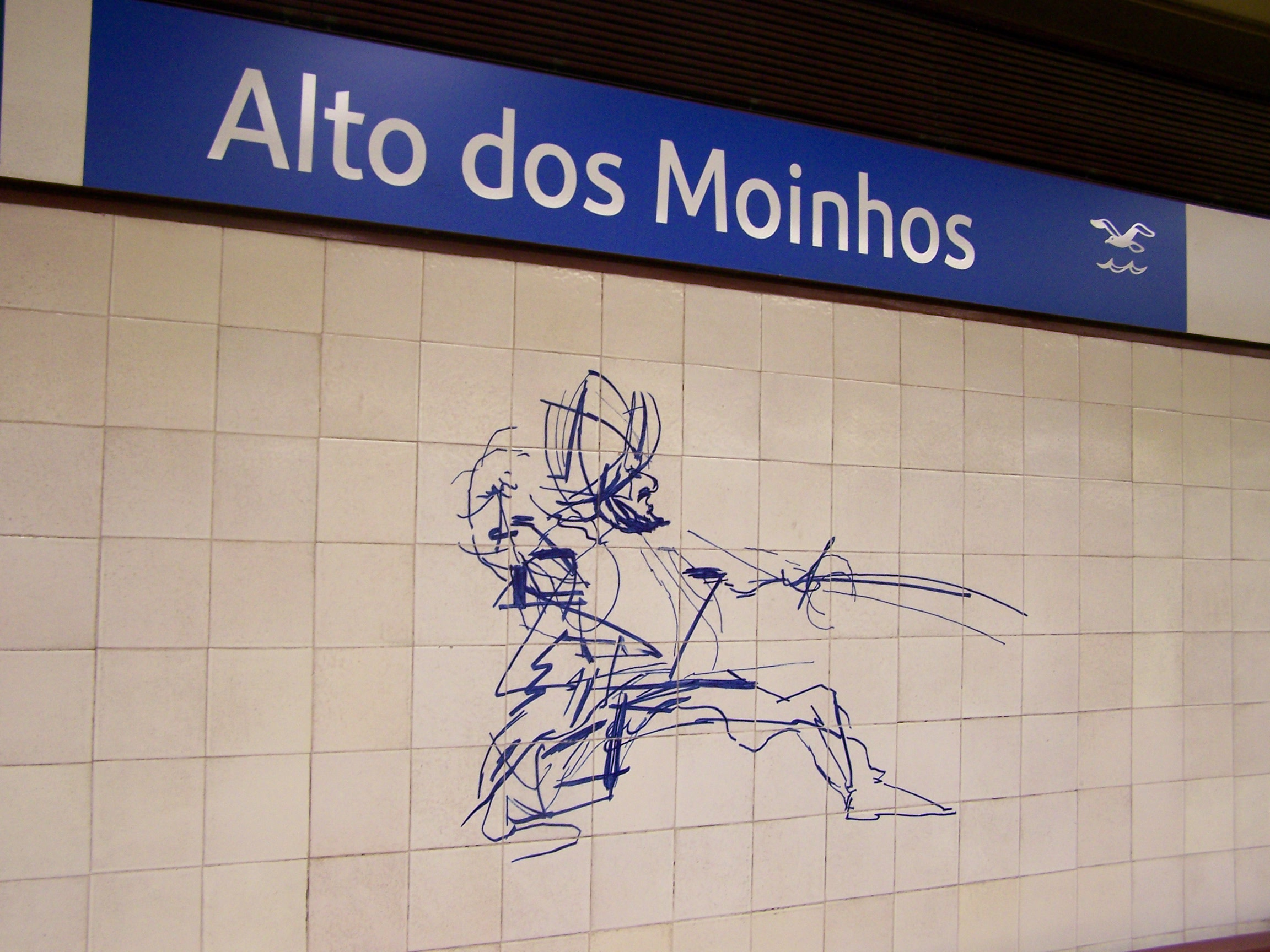
Zeichnung Camões' an einer Bahnsteigswand

Alto dos Moinhos ist ein U-Bahnhof der Linha Azul der Metro Lissabon, des U-Bahn-Netzes der portugiesischen Hauptstadt. Der Bahnhof befindet sich unter der Kreuzung der Avenida da Lusíada und Rua Dr. João de Freitas Branco in der Lissabonner Stadtgemeinde São Domingos de Benfica. Die Nachbarbahnhöfe sind Laranjeiras und Colégio Militar/Luz; der Bahnhof ging am 14. Oktober 1988 in Betrieb.

## Geschichte
Der U-Bahnhof Alto dos Moinhos gehört zum 1988 eröffneten Abschnitt Sete Rios–Colégio Militar, dessen vorrangiges Ziel es war, den bevölkerungsreichen Bezirk Benfica zu erschließen.
Für den Entwurf des Bahnhofes beauftragte die Betreibergesellschaft der Metro den Architekten Ezequiel Nicolau. Obwohl unterschiedliche Architekten, sind die drei 1988 eröffneten Bahnhöfe sehr ähnlich. Alle besitzen zwei 105 Meter lange Seitenbahnsteige sowie eine relativ niedrige Bahnhofsdecke. Die Ausgänge befinden sich nicht wie üblich an den Enden der Bahnsteiges, sondern auf der Mitte. Die künstlerischen Ausgestaltung übernahm der Maler Júlio Pomar. Seine Idee war es vier große portugiesische Schriftsteller zu ehren, dies jedoch dem urbanen Raum entsprechend in Strich-Graffit-Art. So sind die Autoren Camões, Bocage, Pessoa und Almada Negreiros jeweils in verschiedenen Posen an den weißen Fliesen anskizziert, sie wirken leicht und spontan gezeichnet.
Seit der Eröffnung des Bahnhofes am 14. Oktober 1988 gab es keine wesentlichen Veränderungen mehr. Eine Ausrüstung mit Aufzugsanlagen ist mittelfristig denkbar.

## Verlauf
Am U-Bahnhof bestehen Umsteigemöglichkeiten zu den Buslinien der Carris.
| Linie | Verlauf |
| ----- | --- |
|       | Reboleira – Amadora Este – Alfornelos – Pontinha – Carnide – Colégio Militar/Luz – Alto dos Moinhos – Laranjeiras – Jardim Zoológico – Praça de Espanha – São Sebastião – Parque – Marquês de Pombal – Avenida – Restauradores – Baixa-Chiado – Terreiro do Paço – Santa Apolónia |